# فلاديمير بورماكين
فلاديمير بورماكين (بالروسية: Бурмакин, Владимир Анатольевич)‏ Vladimir Burmakin (ولد في 6 يونيو 1967) لاعب شطرنج روسي يحمل لقب أستاذ كبير.

## ألقاب
- نال لقب أستاذ دولي عام 1993.
- نال لقب أستاذ كبير عام 1994.

## إنجازات
- حقق أفضل انتصاراته في بطولة موسكو المفتوحة عام 1994، عندما احتل المركز الثالث مشاركةً.
- فاز بالمركز الأول مشاركةً في دورة تشيغورين التذكارية في 1995، ودورة كابيل لاغراند المفتوحة للشطرنج عام 2003، ودورة باولا عام 1999.

## أسلوبه
- يفضل في اللعب دفاع كارو كان، ويلعبه للر على 1. e4 ويلعب تفريعة تشيبانينكو من الدفاع الصقلي للرد على 1. d4

## تصنيف
- بلغ تصنيف إيلو خاصته 2627 نقطة.

## روابط خارجية
- فلاديمير بورماكين على موقع الاتحاد الدولي للشطرنج (الإنجليزية)
- فلاديمير بورماكين على موقع مباريات الشطرنج (الإنجليزية)
- فلاديمير بورماكين على موقع 365Chess.com (الإنجليزية)
- فلاديمير بورماكين على موقع Chesstempo.com (الإنجليزية)